# Hernalser Wasserleitung
Die Hernalser Wasserleitung gilt als die erste Wiener Wasserleitung, obwohl die Siebenbrunner Hofwasserleitung früher fertiggestellt wurde. Sie versorgte von Quellen in Hernals aus Wien mit Trinkwasser.

## Geschichte
Anlass für die Errichtung der Hernalser Wasserleitung war ein Großbrand, der in der Nacht vom 18. zum 19. Juli 1525 im heutigen Amalientrakt der Wiener Hofburg ausbrach. Von etwas mehr als 1.000 Häusern in Wien wurden dabei 460 Gebäude, darunter der Stephansdom und die Michaelerkirche, zerstört.
Am 7. März 1526 beauftragte der Erzherzog und spätere Kaiser Ferdinand I. den Stadtrat von Wien, ein Projekt für die Einleitung von fließendem Wasser nach Wien zu erstellen. Geldmangel, die Erste Wiener Türkenbelagerung und die Türkenkriege, die Pest im Jahr 1541 sowie Hungersnöte in den Jahren 1556 und 1559 verzögerten allerdings die Fertigstellung der Wasserleitung bis nach 1564. Erstmals urkundlich erwähnt wurde die fertige Wasserleitung am 12. August des Jahres 1565 in einem Konzessionsbrief, in dem der Stadt Wien die Legung der Rohrleitung gestattet wurde.
Der Ursprung dieser Wasserleitung lag zwischen Hernals und Dornbach und lieferte zu Spitzenzeiten bis zu 12.000 Kubikmeter pro Tag, allerdings reduzierte sich im Laufe der Zeit die Liefermenge der witterungsabhängigen Leitung auf rund 45 Kubikmeter täglich.
Am 23. August 1707 wurde der Unterkämmerer der Stadt Wien angewiesen, zusätzliche Quellen in die Hernalser Wasserleitung einzuspeisen. Am 1. Februar des Jahres 1708 gestatteten der Abt und der Konvent des Stiftes Sankt Peter in Salzburg als Grundstückseigentümer dieses Vorhaben. 1732 wurde schließlich die Hauptquelle des Alserbaches in die Wasserleitung einbezogen. Der Bach trocknete daraufhin fast völlig aus, so dass eine Mühle in Hernals stillgelegt werden musste. Am 10. Jänner 1736 sprach der Stadtrat von Wien der betroffenen Müllerin dafür eine Entschädigung zu.
Vom Quellgebiet bis zur Stadtmauer bestand die Hernalser Wasserleitung aus Holzrohren, innerhalb der Stadtmauer aus Bleirohren. Das Brunnenhaus der bis 1879 bestehenden Wasserleitung befand sich am Hohen Markt und Am Hof.
Diese Ausbaumaßnahme ermöglichte zunächst die Errichtung
- eines Auslaufes in der Alserstraße,
- zweier Bassins Am Hof,
- zweier Bassins am Hohen Markt,
- eines Auslaufs im Kriegsgebäude Am Hof,
- eines Auslaufs im Wiener Stadtbauamt Am Hof,
- eines Auslaufs im Bürgerlichen Zeughaus,
- eines Auslaufs im alten Rathaus,
- eines Auslaufs im Staatsministerialgebäude,
- eines Auslaufs im ehemaligen Schrannengebäude
- sowie den Anschluss einiger weiterer Gebäude an die Wasserleitung.

Der Rückgang der Quellergiebigkeit machte später den Anschluss an die Kaiser-Ferdinands-Wasserleitung notwendig. 1879 wurde schließlich die letzte bestehende steinerne Brunnenstube der Hernalser Wasserleitung bei der Taubergasse abgetragen.